# Alexander Welbat
Alexander Welbat (* 1. August 1927 in Berlin; † 17. November 1977 in Hamburg) war ein deutscher Schauspieler, Synchronsprecher und Kabarettist.

## Leben
Der Schauspieler Welbat gründete 1949 zusammen mit Rolf Ulrich, Klaus Becker und Joachim Teege in Berlin das Kabarett Die Stachelschweine, das im Jazzkeller Badewanne auftrat. Bereits nach kurzer Zeit stellte sich so großer Erfolg ein, dass es ab März 1950 auf die größere Bühne des Burgkellers am Kurfürstendamm umziehen konnte. Dort zerbrach das Ensemble Ende des Jahres. Während ein Teil um Rolf Ulrich unter dem Namen Stachelschweine im Burgkeller blieb, ging Alexander Welbat, der bis dahin bei allen sieben Programmen Regie geführt hatte, mit den übrigen unter dem gleichen Namen zurück in die Badewanne, musste aber aufgrund ausbleibenden kommerziellen Erfolges wenig später aufgeben. Dennoch blieb er dem politischen Kabarett weiterhin verbunden und inszenierte für Die Wühlmäuse sowie für das 1965 davon abgespaltene Reichskabarett.
Bereits ab 1948 war Welbat immer wieder in Film- und Fernsehproduktionen zu sehen, unter anderem in Berliner Ballade, der amerikanischen Produktion Zeit zu leben und Zeit zu sterben oder in der Fernsehserie Dr. Muffels Telebrause, einer satirischen Mischung aus Sketchen und Parodien der Neuen Frankfurter Schule, zu deren Autoren auch Robert Gernhardt zählte.
Daneben war Welbat ab 1952 umfangreich in der Synchronisation tätig. Dabei fungierte er sowohl als Autor der deutschen Dialoge und Dialogregisseur (unter anderem für die Zeichentrickserie Familie Feuerstein) als auch als Synchronsprecher. Er lieh seine sonore Stimme prominenten Schauspielkollegen wie Peter Ustinov (zum Beispiel in  Topkapi oder Die Stunde der Komödianten), Ernest Borgnine (Der Flug des Phoenix), Mel Brooks (Zwölf Stühle), Victor Buono (Vier für Texas), Anthony Quinn (Matsoukas, der Grieche), Bud Spencer (Die fünf Gefürchteten) oder Telly Savalas (Der Gefangene von Alcatraz und Ein Köder für die Bestie).
Überdies wirkte er bei zahlreichen Hörspielen wie Der Graf von Monte Christo, Asterix oder als Quasimodo in Der Glöckner von Notre Dame mit.
Alexander Welbat war verheiratet mit der Schauspielkollegin Siegrid Hackenberg (1936–1980), die ebenfalls im Reichskabarett mitwirkte. Auch sein Sohn Douglas Welbat ist als Schauspieler tätig. Nach dem Tode Edgar Otts übernahm er dessen Synchronrolle als Krümelmonster in der Sesamstraße, das sein Vater bereits vom Start der deutschen Fassung 1973 bis zu seinem Tod 1977 synchronisiert hatte.
Welbat starb im Alter von 50 Jahren an den Folgen eines Schlaganfalles.

## Filmografie
- 1948: Berliner Ballade
- 1955: Alibi
- 1957: Die Gänsemagd
- 1958: Zeit zu leben und Zeit zu sterben (A Time to Love and a Time to Die)
- 1962: Der vertauschte Prinz
- 1964: Pension Spreewitz
- 1966: Hurra, die Rattles kommen
- 1966: Socialaristokraten
- 1970: Kapitän Harmsen (Fernsehserie) – Adios, Kopenhagen!
- 1975–1978: Dr. Muffels Telebrause
- 1976: Oblomows Liebe
- 1976: Gesucht wird … (Fernsehserie, Hauptrolle als Polizeiobermeister Hans Grothe)
- 1977: Zum kleinen Fisch
- 1978: Ein Mann will nach oben

## Synchronrollen (Auswahl)

### Filme
- 1962: Telly Savalas in Der Gefangene von Alcatraz als Feto Gomez
- 1963: Eric Pohlmann in Manche mögen’s geheim als Galushka
- 1964: Philippe Noiret in Monsieur als Edmond Bernadac
- 1965: Ernest Borgnine in Der Flug des Phoenix als Cobb
- 1967: Peter Ustinov in Die Stunde der Komödianten als Botschafter Manuel Pineda
- 1968: James Robertson Justice in Tschitti Tschitti Bäng Bäng als Lord Scrumptious
- 1969: Bud Spencer in Die fünf Gefürchteten als Mesito

### Serien
- 1966: Tol Avery in Dezernat M als Eddie Constantine
- 1966: Jim Bannon in Dezernat M als Sam Harding
- 1966: Norman Chappelle in Mit Schirm, Charme und Melone als Macombie
- 1968: Ed Asner in FBI als John Carl Brock
- 1970: Victor Buono in Ihr Auftritt, Al Mundy als Mr. Kent

## Hörspiele (Auswahl)
- 1951: Werner Brink: Es kommt doch an den Tag. Ein Bericht über dunkle Ehrenmänner von heute – Regie: Werner Oelschläger (RIAS Berlin)
- 1963: Thierry: Pension Spreewitz (Herr Schramm und das Fußballspiel, Folge 138, Erstsendung 16. Oktober 1963) – Regie: Ivo Veit (RIAS Berlin)
- 1968: Ephraim Kishon: Zieh den Stecker raus, das Wasser kocht – Regie: Wolfgang Spier (Hörspiel – RIAS Berlin)
- 1977: Don Haworth: An einem Tag im Sommer in einem Garten (Dick, Großvater) – Regie: Hans Rosenhauer (Saarländischer Rundfunk)